# Chamanthedon tropica
Chamanthedon tropica là một loài bướm đêm thuộc họ Sesiidae. Nó được tìm thấy ở Cộng hòa Congo và Gabon.